# Обретёшь в бою
«Обретёшь в бою́» — советский художественный фильм, производственная драма режиссёра Марка Орлова по одноимённому роману Владимира Попова. Полная конфликтов жизнь крупнейшего в стране Приморского металлургического комбината лежит в основе пятисерийного телефильма.
 Съёмки производились в цехах Новолипецкого металлургического комбината и Ждановского металлургического завода.
Первый показ по Центральному телевидению СССР состоялся 12 мая 1975 года.

## Сюжет
Инженер-сталевар Борис Рудаев и его отец, старый сталевар Серафим Гаврилович, много лет трудятся на металлургическом комбинате и считают несправедливым социалистическое соревнование с заранее известным победителем. Ситуация меняется, когда молодой бригадир Сенин отказывается от печи, дающей преимущество. Начальник цеха Гребенщиков, видящий в Борисе своего главного противника, неожиданно предлагает печь Рудаеву-старшему. Серафим Гаврилович, надеясь показать, что ещё чего-то стоит, соглашается на лестное предложение, чем наносит удар прежде всего собственному сыну. Борис проявляет характер и уходит из дома, он считает, что достичь рекордов можно за счёт новых инженерных решений, и внедряет новый прогрессивный метод плавки стали. Эксперимент приводит к аварии в мартеновском цеху — из печи выливаются тонны выплавленного металла…
Руководство комбината решает по старой традиции назначить виновных и спасти таким образом себя… Очевидная несправедливость встречает сопротивление коллектива рабочих, понимающих возможности новых инженерных решений, конфликт выходит за пределы одной семьи в рабочую среду. Сложная производственная ситуация подвергается жёсткому разбору и анализу в правительстве, в прессе и в руководстве завода и города, но в обсуждениях сложных производственных проблем стороны долго не могут прийти к решению, которое бы устроило всех. В горисполкоме Приморска предлагают убрать старое руководство комбината и пригласить опытного директора, который свежим взглядом сможет разрешить ситуацию. Партийное руководство назначает нового директора, который даёт возможность Рудаеву-младшему доказать свою правоту и переводит его на руководящую должность…

## В ролях
- Александр Михайлов — Борис Серафимович Рудаев, сталевар
- Николай Лебедев — Серафим Гаврилович Рудаев, сталевар
- Зинаида Дехтярёва — Анастасия Рудаева
- Геннадий Карнович-Валуа — Андрей Леонидович Гребенщиков
- Наталья Фатеева — Алла Гребенщикова
- Иван Переверзев — Игнатий Фомич Троилин, старый директор комбината
- Леонид Неведомский — Подобед Василий Лукьянович, парторг комбината
- Георгий Жжёнов — Валентин Саввич Збандут, новый директор комбината
- Пётр Шелохонов — Николай Александрович Сергеев, зав. отделом промышленности
- Вацлав Дворжецкий — Межовский
- Валентина Малявина — Дина, журналистка
- Сос Саркисян — Апресян, начальник строительного треста
- Николай Маликов — Сенин, сталевар
- Олег Белов — Катрич, сталевар
- Владимир Липпарт — Пискарёв, сталевар
- Юрий Прохоров — Нездийминога, сталевар

### В эпизодах
- Л. Окуневич-Врублевская — Валерия Апполинарьевна
- Е. Миронова — Марина, секретарь Гребенщикова
- Валентина Старжинская
- Лиана Щербакова
- Агрий Аугшкап — Роберт Арнольдович
- Валерий Козинец — Мордовец
- Александр Старостин
- Витолс Улдис
- Олга Круминя — Ольга Митрофановна, секретарь директора комбината
- Татьяна Аленцева
- Владимир Глухов — Павел Климентьевич, зав. отделом кап. строительства
- Дмитрий Бокалов
- Михаил Зимин — Даниленко, секретарь горкома
- Геннадий Юхтин — Анатолий Фёдорович Харитонов, представитель завода
- Владлен Давыдов — Прокофьев
- Юрий Волков — Всеволод Константинович Воскобойников, директор проектного института
- Галина Микеладзе — Лина, невеста Бориса Рудаева
- Антс Эскола — Страхов, подрядчик
- Татьяна Волошина
- Валерия Карева
- Людмила Купина
- Станислав Михин
- Валериан Виноградов — диспетчер комбината
- Валентин Брылеев
- Николай Ерёменко (старший)
- Евгения Крылова
- Алла Овчинникова
- Василий Цыганков — Виталий Николаевич, плановик

## Критика
В лучших эпизодах фильм даёт интересные и глубокие художественные решения некоторых человеческих проблем, тесно связанных с организацией производства. Взять хотя бы вопрос социалистического соревнования…
 Щедрость, с какой в поле нашего душевного зрения вводятся всё новые и новые конфликты, из достоинства фильма в какой-то момент превращается в недостаток. Авторы забывают подчас, что в искусстве важны не просто производственные проблемы, а их преломление в человеческих характерах, судьбах.
— Анри Вартанов, «Советский экран» № 18 1975